# Rödbuckla
Rödbuckla (Taphrina carnea) är en svampart som beskrevs av Johanson 1886. Rödbuckla ingår i släktet Taphrina och familjen häxkvastsvampar.  Arten är reproducerande i Sverige. Inga underarter finns listade i Catalogue of Life.